# Cohen i Tate
Cohen i Tate (w Polsce znany także jako "Nieubłagany morderca") – amerykański kryminał z 1989 roku.

## Główne role
- Roy Scheider – Cohen
- Adam Baldwin – Tate
- Harley Cross – Travis Knight
- Cooper Huckabee – Jeff Knight
- Suzanne Savoy – Martha Knight